# Saint-Just-Saint-Rambert
Pour les articles homonymes, voir Saint-Just et Saint-Rambert.
Saint-Just-Saint-Rambert est une commune française, située dans le département de la Loire en région Auvergne-Rhône-Alpes, faisant partie de Loire Forez Agglomération.
Ses habitants sont les Pontrambertois. Les Pontois sont les habitants de Saint-Just-sur-Loire et les Rambertois de Saint-Rambert-sur-Loire.
Saint-Just-Saint-Rambert est née de la fusion de Saint-Just-sur-Loire et de Saint-Rambert-sur-Loire en 1973.

## Géographie

### Description
Saint-Just-Saint-Rambert est la première commune située en aval du barrage de Grangent sur la Loire.
Elle se situe à 20 km au sud-est de Montbrison et 19 km au nord-ouest de Saint-Étienne.

### Communes limitrophes
Les communes limitrophes sont Andrézieux-Bouthéon, Bonson, Chambles, La Fouillouse, Saint-Étienne, Saint-Genest-Lerpt et Saint-Marcellin-en-Forez.
| Bonson                   | Bonson Andrézieux-Bouthéon                      | Andrézieux-Bouthéon |
| Saint-Marcellin-en-Forez | Saint-Just-Saint-Rambert                        | La Fouillouse       |
| Saint-Marcellin-en-Forez | Saint-Étienne (Saint-Victor-sur-Loire) Chambles | Saint-Genest-Lerpt  |

### Chemin de fer

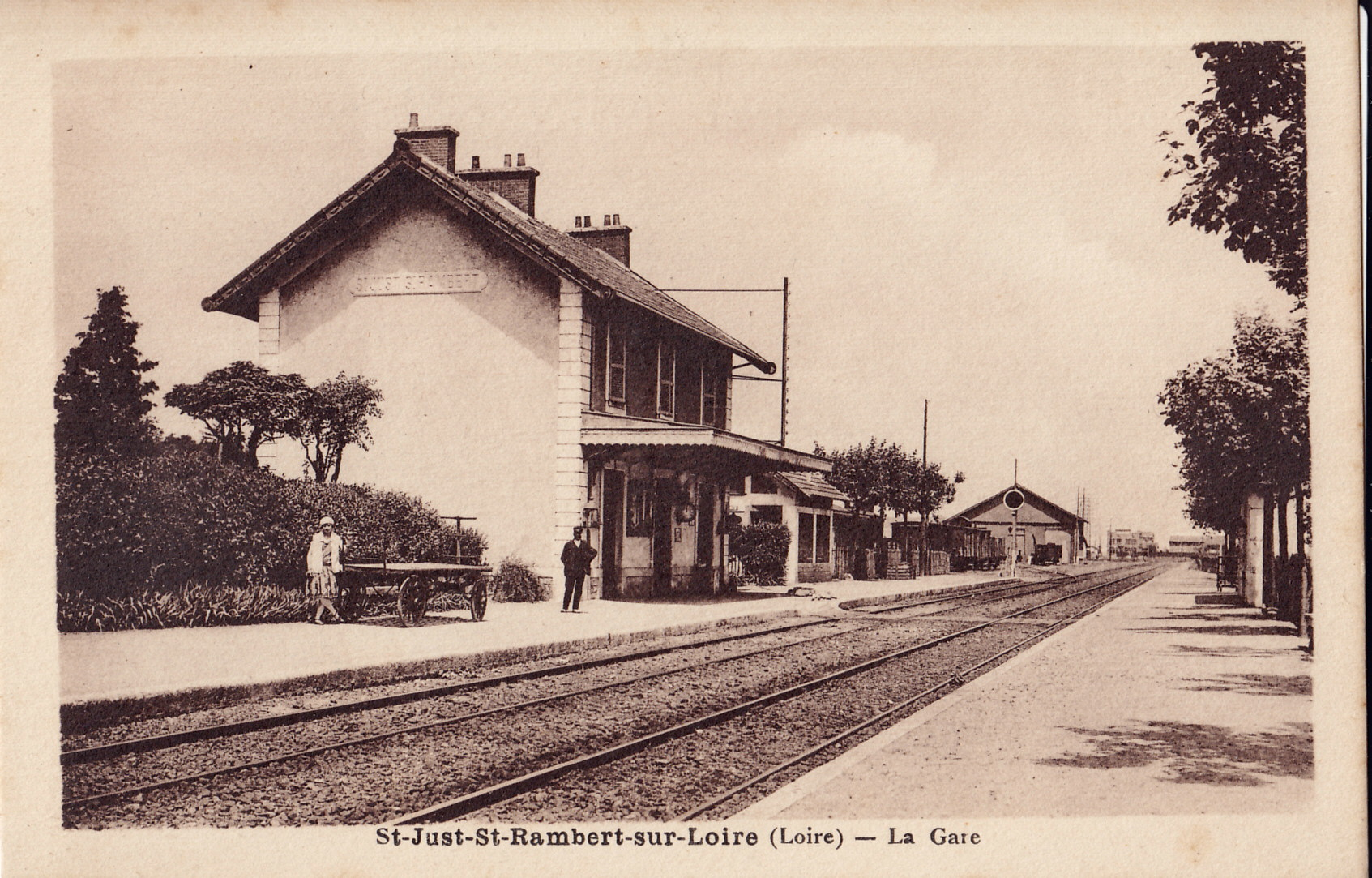
L'ancienne gare de Saint-Just-Saint-Rambert, au début du XXe siècle.

Saint-Just-Saint-Rambert a été desservie par la ligne de Saint-Just-sur-Loire à Fraisses - Unieux, qui fut noyée lors de la mise en eau du lac de Grangent. La gare de Saint-Just-Saint-Rambert (située dans le quartier de Saint-Just), qui garde une fonction marchandises, a accueilli des trains de voyageurs de 1885 à 1939.

### Climat
Pour des articles plus généraux, voir Climat d'Auvergne-Rhône-Alpes et Climat de la Loire.
En 2010, le climat de la commune est de type climat océanique dégradé des plaines du Centre et du Nord, selon une étude du Centre national de la recherche scientifique s'appuyant sur une série de données couvrant la période 1971-2000. En 2020, Météo-France publie une typologie des climats de la France métropolitaine dans laquelle la commune est exposée à un climat de montagne ou de marges de montagne et est dans la région climatique Nord-est du Massif Central, caractérisée par une pluviométrie annuelle de 800 à 1 200 mm, bien répartie dans l’année.
Pour la période 1971-2000, la température annuelle moyenne est de 10,9 °C, avec une amplitude thermique annuelle de 16,9 °C. Le cumul annuel moyen de précipitations est de 680 mm, avec 8,1 jours de précipitations en janvier et 6,8 jours en juillet. Pour la période 1991-2020, la température moyenne annuelle observée sur la station météorologique de Météo-France la plus proche, « Saint-Étienne-Bouthéon », sur la commune d'Andrézieux-Bouthéon à 3 km à vol d'oiseau, est de 11,9 °C et le cumul annuel moyen de précipitations est de 728,3 mm,. Pour l'avenir, les paramètres climatiques de la commune estimés pour 2050 selon différents scénarios d'émission de gaz à effet de serre sont consultables sur un site dédié publié par Météo-France en novembre 2022.
| Mois                                  | jan.             | fév.             | mars             | avril           | mai             | juin            | jui.           | août           | sep.            | oct.            | nov.             | déc.             | année      |
| ------------------------------------- | ---------------- | ---------------- | ---------------- | --------------- | --------------- | --------------- | -------------- | -------------- | --------------- | --------------- | ---------------- | ---------------- | ---------- |
| Température minimale moyenne (°C)     | 0,3              | 0,2              | 2,6              | 5               | 9               | 12,6            | 14,4           | 14,2           | 10,7            | 8,1             | 3,7              | 1,1              | 6,8        |
| Température moyenne (°C)              | 3,8              | 4,5              | 7,8              | 10,7            | 14,6            | 18,5            | 20,7           | 20,6           | 16,4            | 12,7            | 7,6              | 4,6              | 11,9       |
| Température maximale moyenne (°C)     | 7,3              | 8,8              | 13,1             | 16,3            | 20,3            | 24,5            | 26,9           | 26,9           | 22,2            | 17,3            | 11,4             | 8                | 16,9       |
| Record de froid (°C) date du record   | −25,6 04.01.1971 | −22,5 11.02.1956 | −13,9 08.03.1971 | −7,4 08.04.21   | −3,9 01.05.1976 | −0,6 03.06.1962 | 2,9 01.07.1972 | 1,1 26.08.1966 | −2,6 26.09.1972 | −6,2 30.10.1950 | −10,6 26.11.1955 | −18,6 22.12.1963 | −25,6 1971 |
| Record de chaleur (°C) date du record | 20 10.01.15      | 23,2 24.02.1990  | 26,4 25.03.1981  | 28,8 16.04.1949 | 33,7 13.05.15   | 38 27.06.19     | 41,1 07.07.15  | 40,9 24.08.23  | 36 13.09.1987   | 32,4 02.10.23   | 25,2 09.11.1985  | 20,2 25.12.1983  | 41,1 2015  |
| Ensoleillement (h)                    | 81,4             | 108,6            | 162,3            | 186,2           | 213,7           | 240,7           | 275,1          | 259,1          | 193,2           | 134,7           | 87,6             | 75,8             | 2 018,4    |
| Précipitations (mm)                   | 38,3             | 30,3             | 33,9             | 55              | 81,5            | 80,8            | 77,2           | 72,8           | 70,3            | 76,2            | 73               | 39               | 728,3      |

## Urbanisme

### Typologie
Au 1er janvier 2024, Saint-Just-Saint-Rambert est catégorisée ceinture urbaine, selon la nouvelle grille communale de densité à sept niveaux définie par l'Insee en 2022.
Elle appartient à l'unité urbaine de Saint-Just-Saint-Rambert, une agglomération intra-départementale regroupant douze  communes, dont elle est ville-centre,,. Par ailleurs la commune fait partie de l'aire d'attraction de Saint-Étienne, dont elle est une commune de la couronne,. Cette aire, qui regroupe 105 communes, est catégorisée dans les aires de 200 000 à moins de 700 000 habitants,.

### Occupation des sols
L'occupation des sols de la commune, telle qu'elle ressort de la base de données européenne d’occupation biophysique des sols Corine Land Cover (CLC), est marquée par l'importance des territoires agricoles (50,5 % en 2018), en diminution par rapport à 1990 (55,6 %). La répartition détaillée en 2018 est la suivante : 
prairies (28 %), forêts (20,8 %), zones urbanisées (18,6 %), terres arables (12,8 %), zones agricoles hétérogènes (9,7 %), milieux à végétation arbustive et/ou herbacée (5,8 %), eaux continentales (2,3 %), zones industrielles ou commerciales et réseaux de communication (2 %). L'évolution de l’occupation des sols de la commune et de ses infrastructures peut être observée sur les différentes représentations cartographiques du territoire : la carte de Cassini (XVIIIe siècle), la carte d'état-major (1820-1866) et les cartes ou photos aériennes de l'IGN pour la période actuelle (1950 à aujourd'hui).

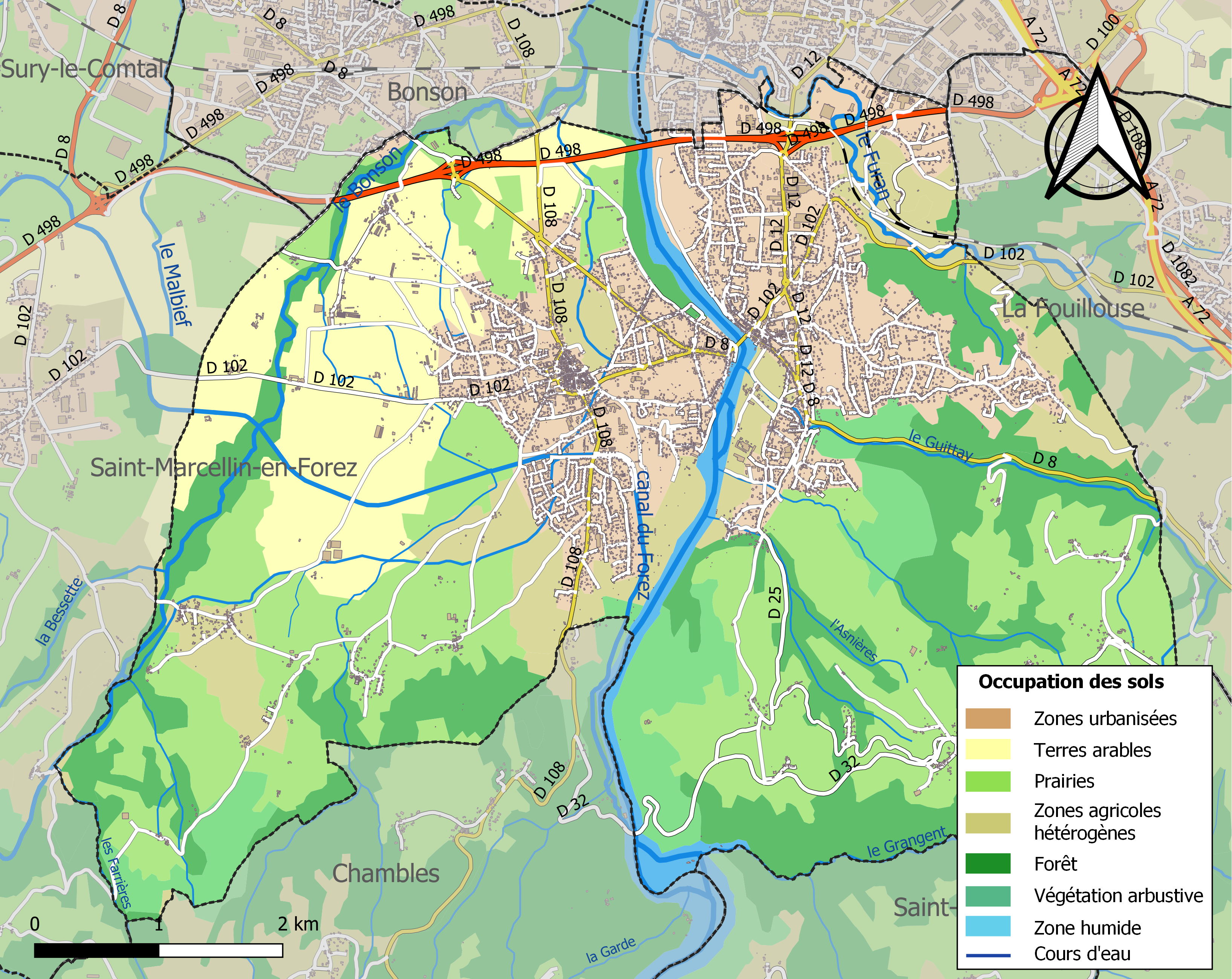
Carte des infrastructures et de l'occupation des sols de la commune en 2018 (CLC).

## Histoire

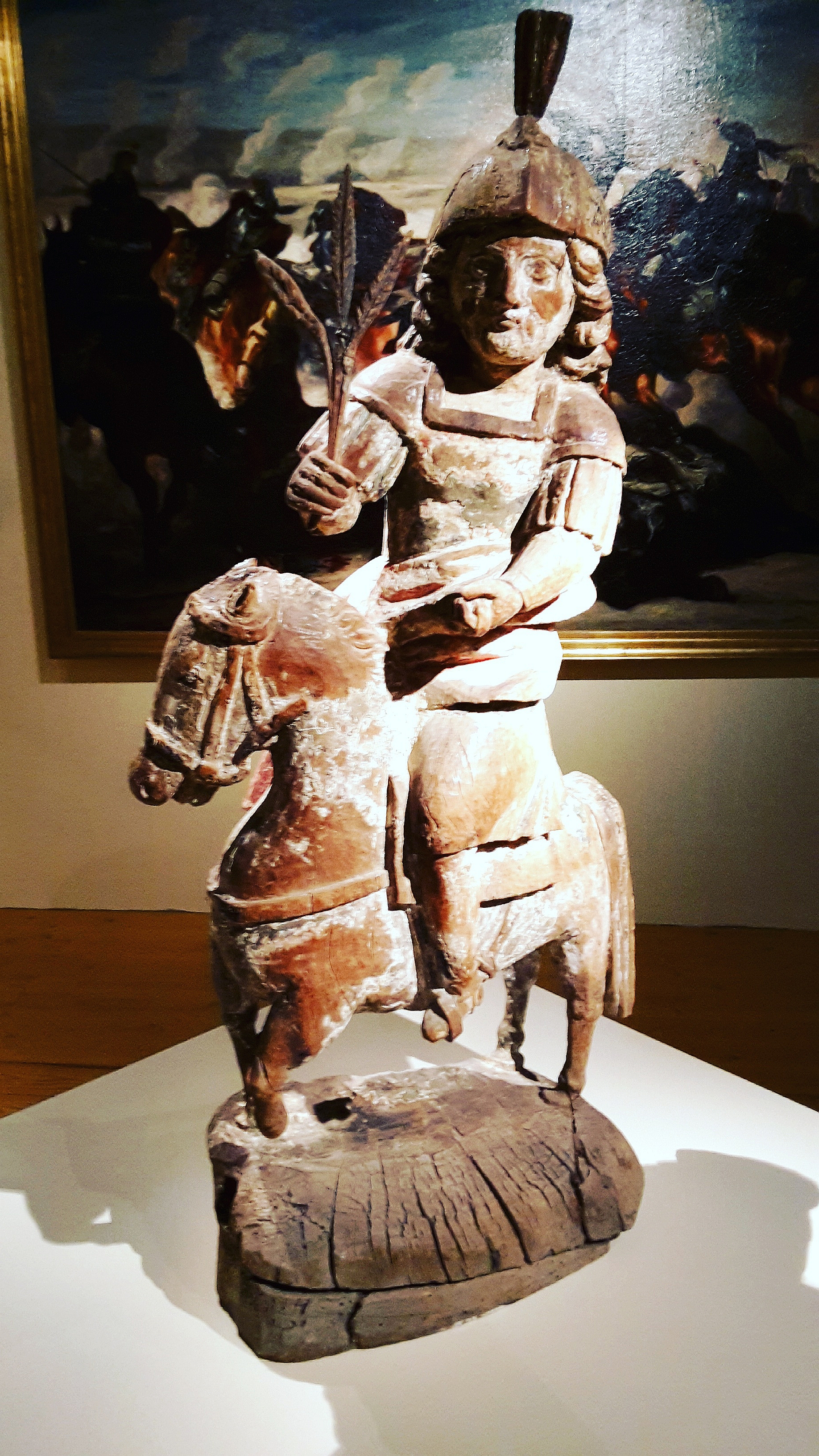
Statue équestre de Saint-Rambert au Musée des Civilisations.

### Saint-Just-sur-Loire
Saint-Just-sur-Loire est une ville d'industrie. Son histoire est liée à celle de la batellerie, la teinturerie, la verrerie et la métallurgie. Installée sur les rives de la Loire, Saint-Just était, jusqu'au milieu du XIXe siècle, le point de départ des « rambertes » qui acheminaient charbon et autres marchandises parfois jusqu'à Nantes ou Paris.
En 1937, le hameau d'Étrat et le cret du Brizet deviennent célèbres à la suite de la découverte de la « Vénus aux navets ».
L'église Saint-Just de Saint-Just-sur-Loire a été construite en 1828 avec les pierres de l'ancien pont détruit qui reliait Saint-Just-sur-Loire et Saint-Rambert-sur-Loire. Tout comme Saint-Rambert, l'église de Saint-Martin dépendait de l'abbaye de l'Ile-Barbe en 1183.

### Saint-Rambert-sur-Loire
Village gallo-romain à l'origine, Saint-Rambert-sur-Loire, alors nommé Occiacum, fut donné à l'abbaye de l'Île-Barbe. Les moines y fondèrent un prieuré et rebaptisèrent le lieu en Saint-André-des-Olmes.
En 1078, lorsque les reliques de Ragnebert gardées à Saint-Rambert-sur-Loire furent apportées, le village prit son nom définitif, et fut alors un lieu important de pèlerinage.
Bâti sur une butte dominant la plaine et le fleuve, Saint-Rambert était, au Moyen Âge, entouré de deux murs d'enceinte dont il reste aujourd'hui quelques éléments.

### Depuis la fusion
Saint-Just-Saint-Rambert a été créée par arrêté du 19 septembre 1972, paru au Journal officiel le 1er novembre 1972 et ayant pris effet au 1er janvier 1973. Elle a regroupé, par fusion association, les anciennes communes de Saint-Just-sur-Loire et Saint-Rambert-sur-Loire, toutes deux situées dans le canton de Saint-Rambert devenu par la même occasion canton de Saint-Just-Saint-Rambert. Le code Insee attribué à la nouvelle commune est celui de l'ancienne commune de Saint-Rambert-sur-Loire : 42279.

## Politique et administration

### Rattachements administratifs et électoraux
Rattachements administratifs
La commune se trouve  dans l'arrondissement de Montbrison du département de la Loire.
Elle était depuis 1793 le chef-lieu du canton de Saint-Just-Saint-Rambert. Dans le cadre du redécoupage cantonal de 2014 en France, cette circonscription administrative territoriale a disparu, et le canton n'est plus qu'une circonscription électorale.
Rattachements électoraux
Pour les élections départementales, la commune est depuis 2014 le bureau centralisateur du canton de Saint-Just-Saint-Rambert.
Pour l'élection des députés, elle fait partie de la quatrième circonscription de la Loire.

### Intercommunalité
Saint-Just-Saint-Rambert faisait partie de la communauté de communes Forez Sud en 1996, puis de la communauté d'agglomération de Loire Forez de 2003 à 2016 et a ensuite intégré Loire Forez Agglomération.

### Liste des maires
| Période      | Période                   | Identité             | Étiquette    | Qualité |
| ------------ | ------------------------- | -------------------- | ------------ | --- |
| janvier 1973 | mars 1977                 | Marcel Chapelon      |              | |
| mars 1977    | mars 1983                 | Jacques Poncin       |              | |
| mars 1983    | mars 1989                 | Jean Alligier        | RPR          | Médecin Conseiller général de Saint-Just-Saint-Rambert (1982 → 2001) |
| mars 1989    | mars 2001                 | Jean-François Chossy | UDF puis UMP | Député de la Loire (7e circ.) (1993 → 2011) |
| mars 2001    | mars 2014                 | Alain Laurendon      | DVD          | Conseiller général de Saint-Just-Saint-Rambert (2001 → 2015) Vice-président du Conseil général de la Loire[Quand ?]                                                              |
| mars 2014    | En cours (au 26 mai 2020) | Olivier Joly         | DVD          | Directeur d’un magasin de bricolage Vice-président de la CA Loire Forez (2014 → 2016) Vice-président de la CA Loire Forez Agglomération (2017 → ) Réélu pour le mandat 2020-2026 |

### Jumelages
Târgu Neamt (Roumanie) depuis 1999, après 9 années d'échanges fructueux (scolaires, culturels, sportifs et familiaux).

## Population et société

### Démographie
L'évolution du nombre d'habitants est connue à travers les recensements de la population effectués dans la commune depuis 1793. Pour les communes de plus de 10 000 habitants les recensements ont lieu chaque année à la suite d'une enquête par sondage auprès d'un échantillon d'adresses représentant 8 % de leurs logements, contrairement aux autres communes qui ont un recensement réel tous les cinq ans,.

En 2022, la commune comptait 15 579 habitants, en évolution de +2,28 % par rapport à 2016 (Loire : +1,32 %, France hors Mayotte : +2,11 %).
| 1793  | 1800  | 1806  | 1821  | 1831  | 1836  | 1841  | 1846  | 1851  |
| ----- | ----- | ----- | ----- | ----- | ----- | ----- | ----- | ----- |
| 2 300 | 2 355 | 2 556 | 2 726 | 3 015 | 3 012 | 3 078 | 3 026 | 2 759 |

| 1856  | 1861  | 1866  | 1872  | 1876  | 1881  | 1886  | 1891  | 1896  |
| ----- | ----- | ----- | ----- | ----- | ----- | ----- | ----- | ----- |
| 2 458 | 2 545 | 2 515 | 2 400 | 2 432 | 2 619 | 2 800 | 2 989 | 3 049 |

| 1901  | 1906  | 1911  | 1921  | 1926  | 1931  | 1936  | 1946  | 1954  |
| ----- | ----- | ----- | ----- | ----- | ----- | ----- | ----- | ----- |
| 3 240 | 3 135 | 3 026 | 2 796 | 2 963 | 2 982 | 3 263 | 2 994 | 3 634 |

| 1962  | 1968  | 1975  | 1982   | 1990   | 1999   | 2006   | 2011   | 2016   |
| ----- | ----- | ----- | ------ | ------ | ------ | ------ | ------ | ------ |
| 7 419 | 8 156 | 9 010 | 10 533 | 12 299 | 13 192 | 14 809 | 14 135 | 15 232 |

| 2021   | 2022   | - | - | - | - | - | - | - |
| ------ | ------ | - | - | - | - | - | - | - |
| 15 419 | 15 579 | - | - | - | - | - | - | - |

Saint-Just-Saint-Rambert est aujourd'hui, de par son expansion démographique, la sixième ville du département de la Loire derrière Saint-Étienne, Saint-Chamond, Roanne, Firminy et Montbrison. Au dernier recensement, la ville est ainsi passée devant Rive-de-Gier et Le Chambon-Feugerolles.

### Enseignement
Saint-Just-Saint-Rambert est située dans l'Académie de Lyon.

### Culture
Il y a une médiathèque intercommunale située 1 Place Gapiand, ainsi qu'un cinéma (le Family) et une salle de spectacle (la Passerelle).

### Sports
- Club de basket-ball, La Pontoise Basket Club, l'équipe senior masculine 1 évoluant en Nationale 2[Quand ?]

.

## Culture locale  et patrimoine

### Lieux et monuments
- L'église Saint-André de Saint-Rambert des XIe et XIIe siècles a été classée monument historique le 2 juillet 1891[24]. L'église du quartier de Saint-Rambert qui a connu de nombreuses modifications au cours des siècles, et le prieuré qui la prolonge sur le côté, forment un ensemble qui était à l'origine un monastère fondé à Occiacum (premier nom de Saint-Rambert) par douze moines venus de l'Île-Barbe, près de Lyon, entre 603 et 608.
- Église Saint-Just de Saint-Just-Saint-Rambert.
- La chapelle Saint-Jean est située à Saint-Rambert a été construite aux XIe et XIIe siècles. Il a été découvert sous le sol de la chapelle de nombreux corps enterrés à la suite d'une épidémie de peste qui frappa le village au Moyen Âge. Elle a été inscrite monument historique le 2 novembre 1972[25].
- La porte dite de la Franchise a été inscrite monument historique le 9 août 1929[26]. Il est dit que François Ier passa la nuit en ce lieu lors d'un de ses voyages à travers la France.
- Le Château de La Baraillère - XIVe siècle - Privé
- Le château de Grangent date du XIIe siècle. Il est situé sur une île au centre du lac de Grangent. La tour a été inscrite monument historique le 24 octobre 1945 et le site a été inscrit le 12 mars 1946[27].
- Le château de la Merlée date de 1767, il fut construit par André Gabriel Gonyn de Lurieu.
- L'hôtel de ville de Saint-Just-Saint-Rambert, rue Gonyn, construit au XVIIe siècle, est l'ancien hôtel particulier de la famille Gonyn de Lurieu.
- La ramberte est un bateau à usage unique fabriqué sur la Loire de 1704 à 1860.
- Musée des civilisations de Saint-Just-Saint-Rambert.

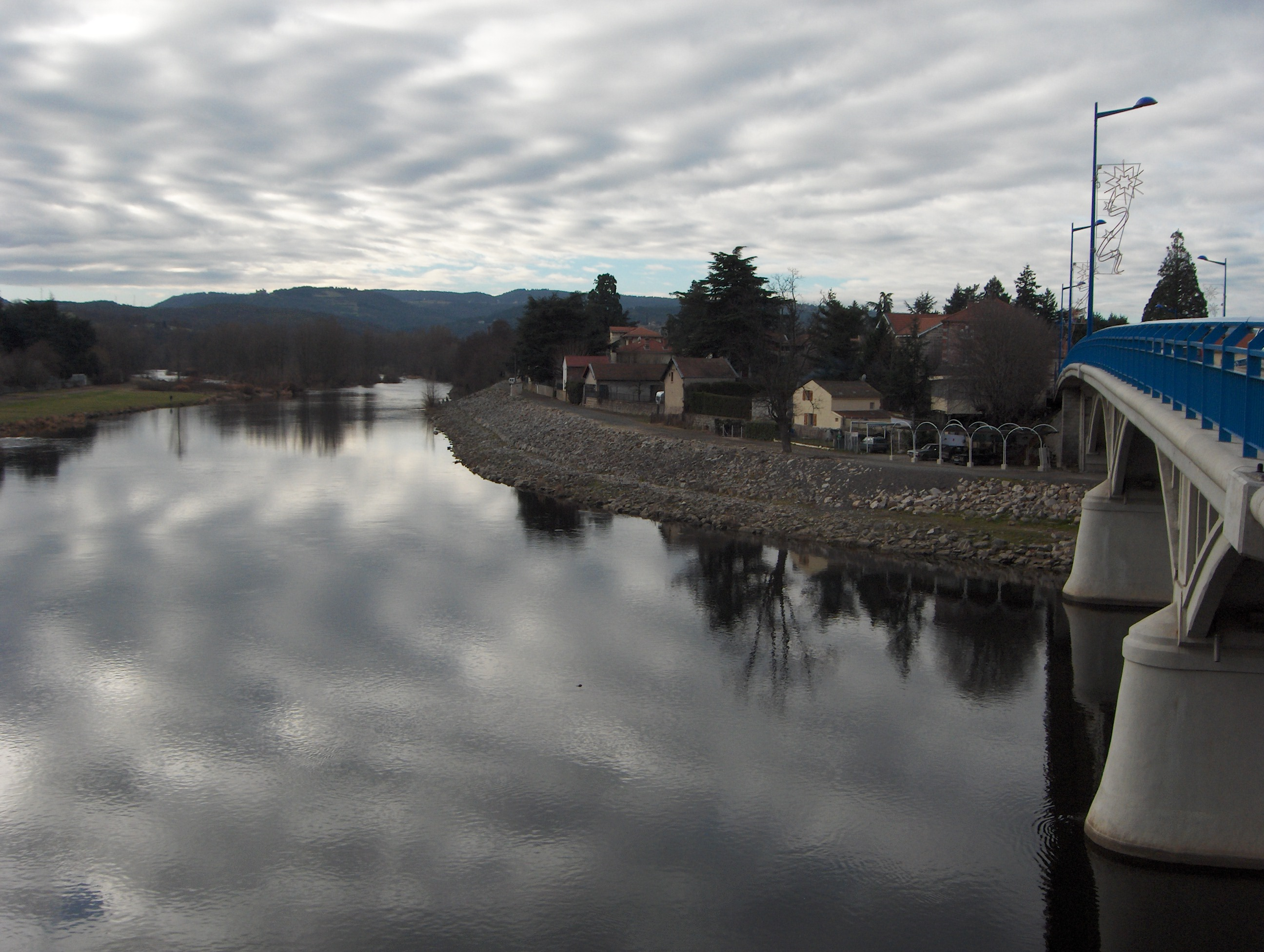
La Loire à Saint-Just-Saint-Rambert.
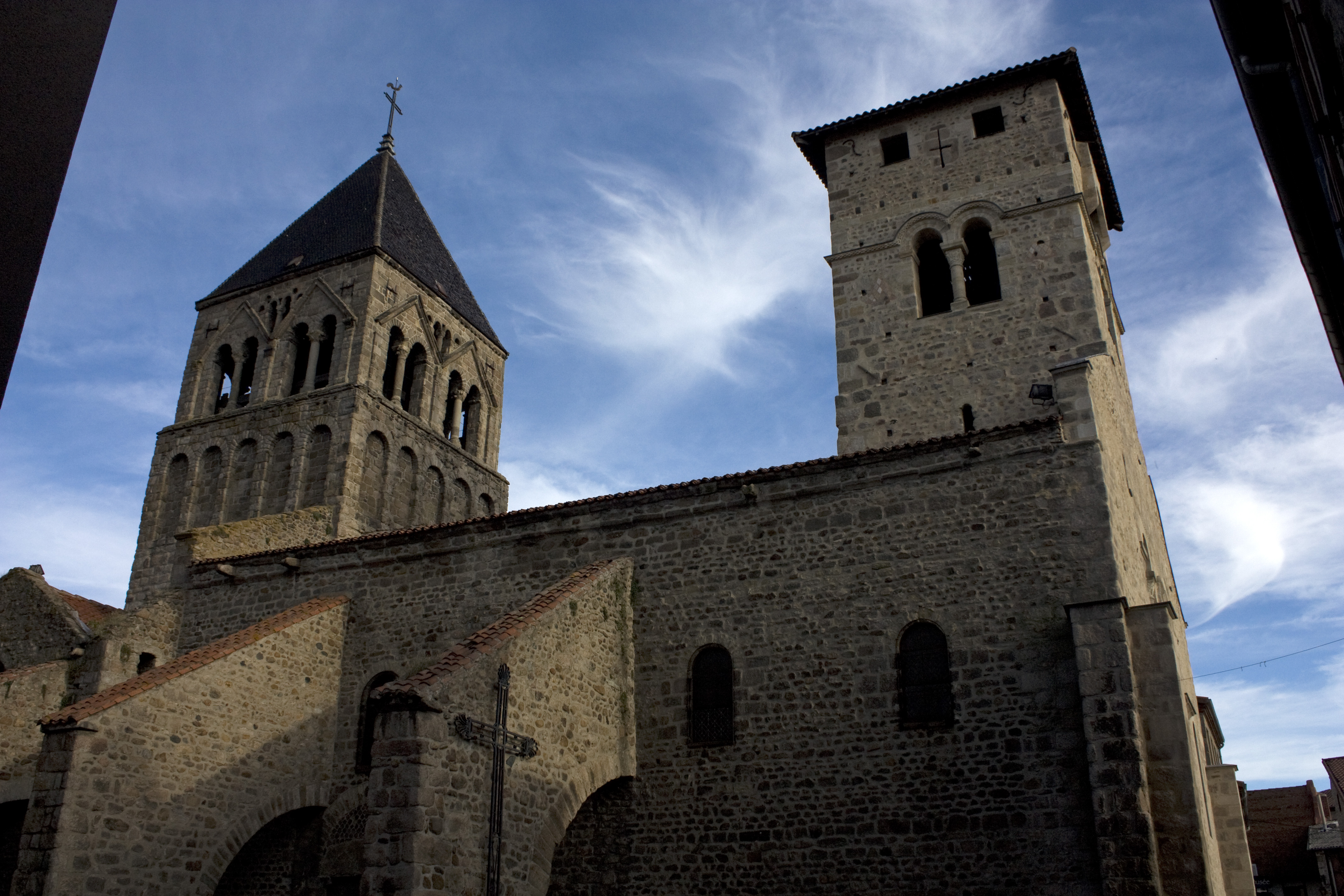
Église Saint-André de Saint-Rambert-sur-Loire
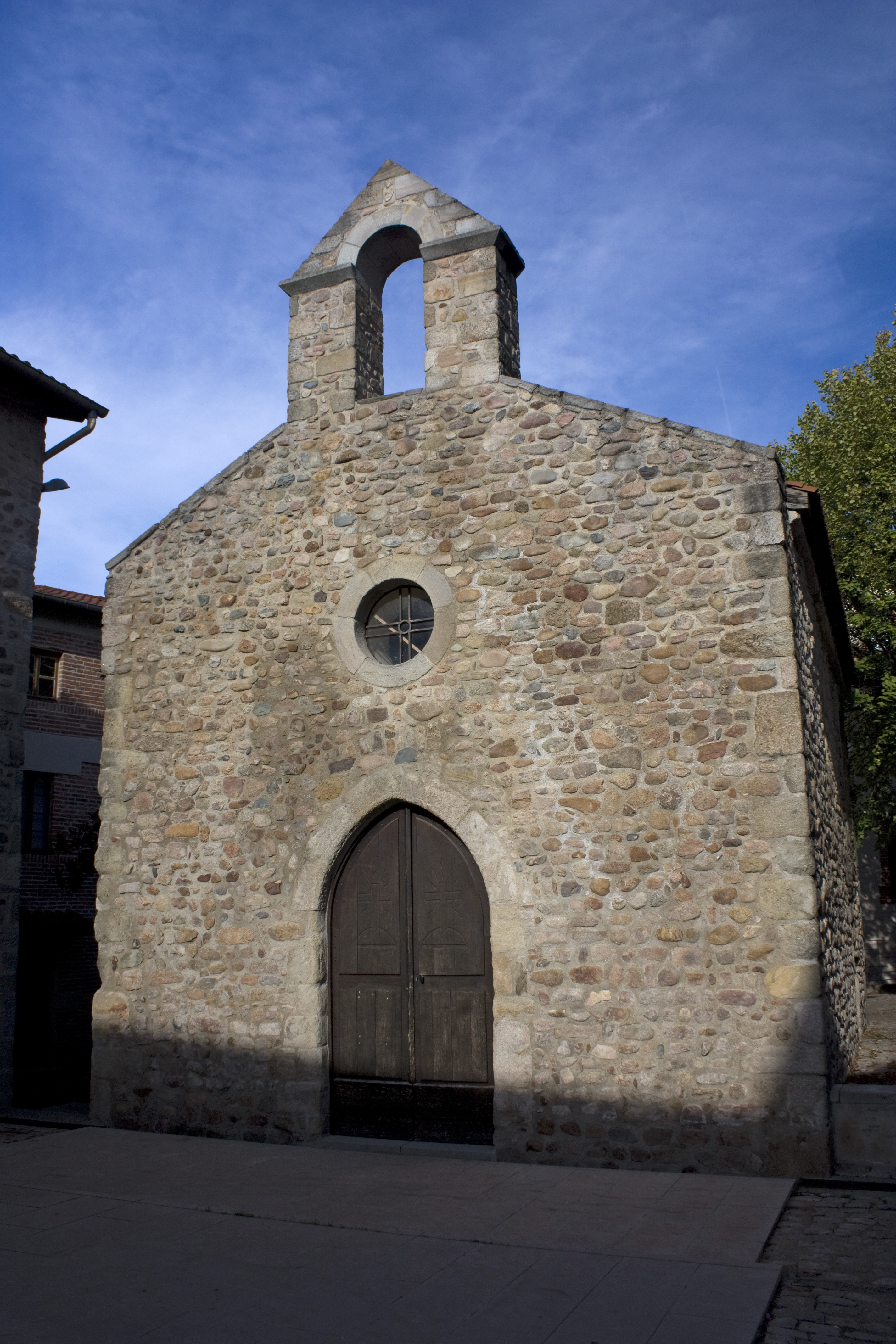
Chapelle Saint-Jean.
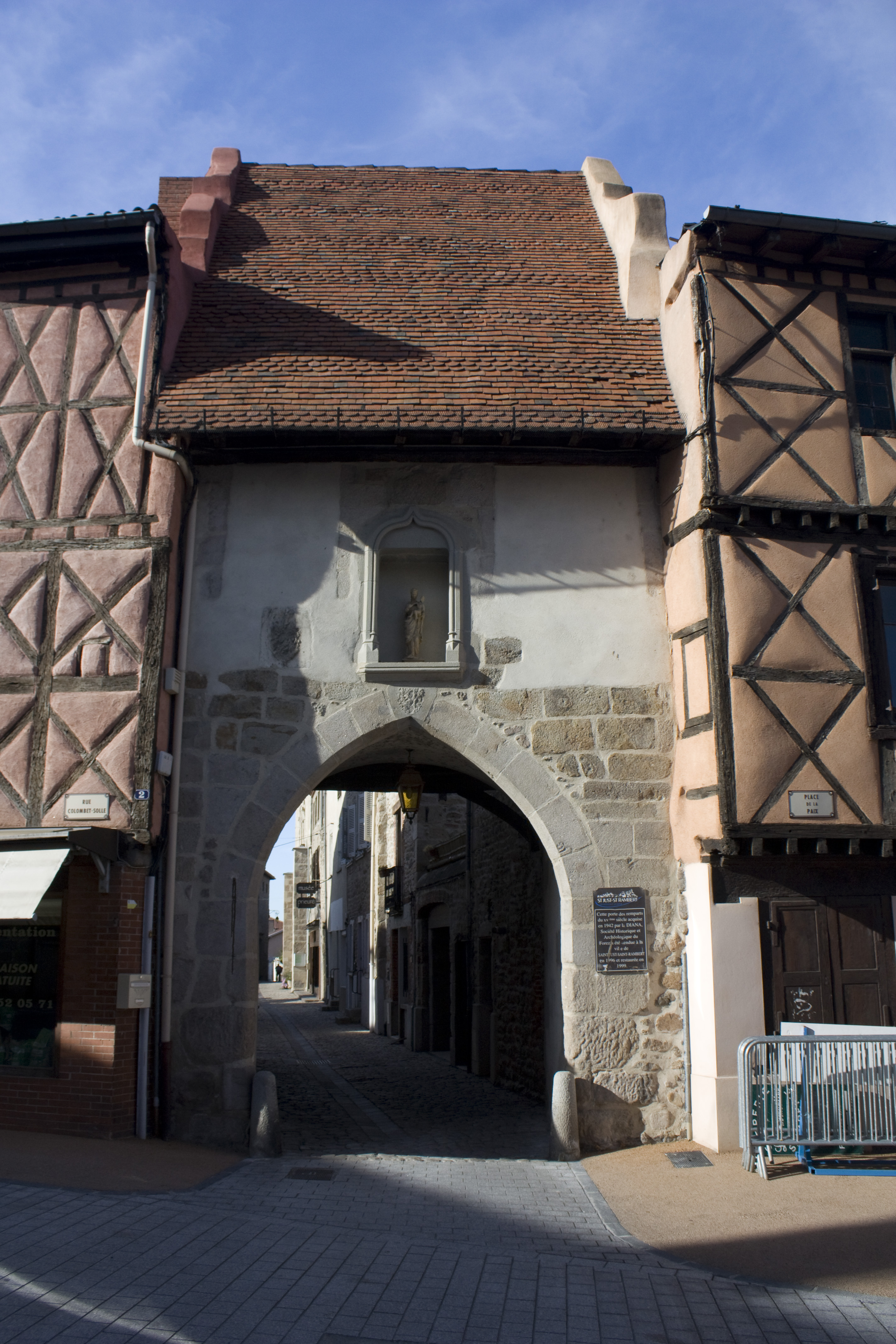
Porte de la Franchise.
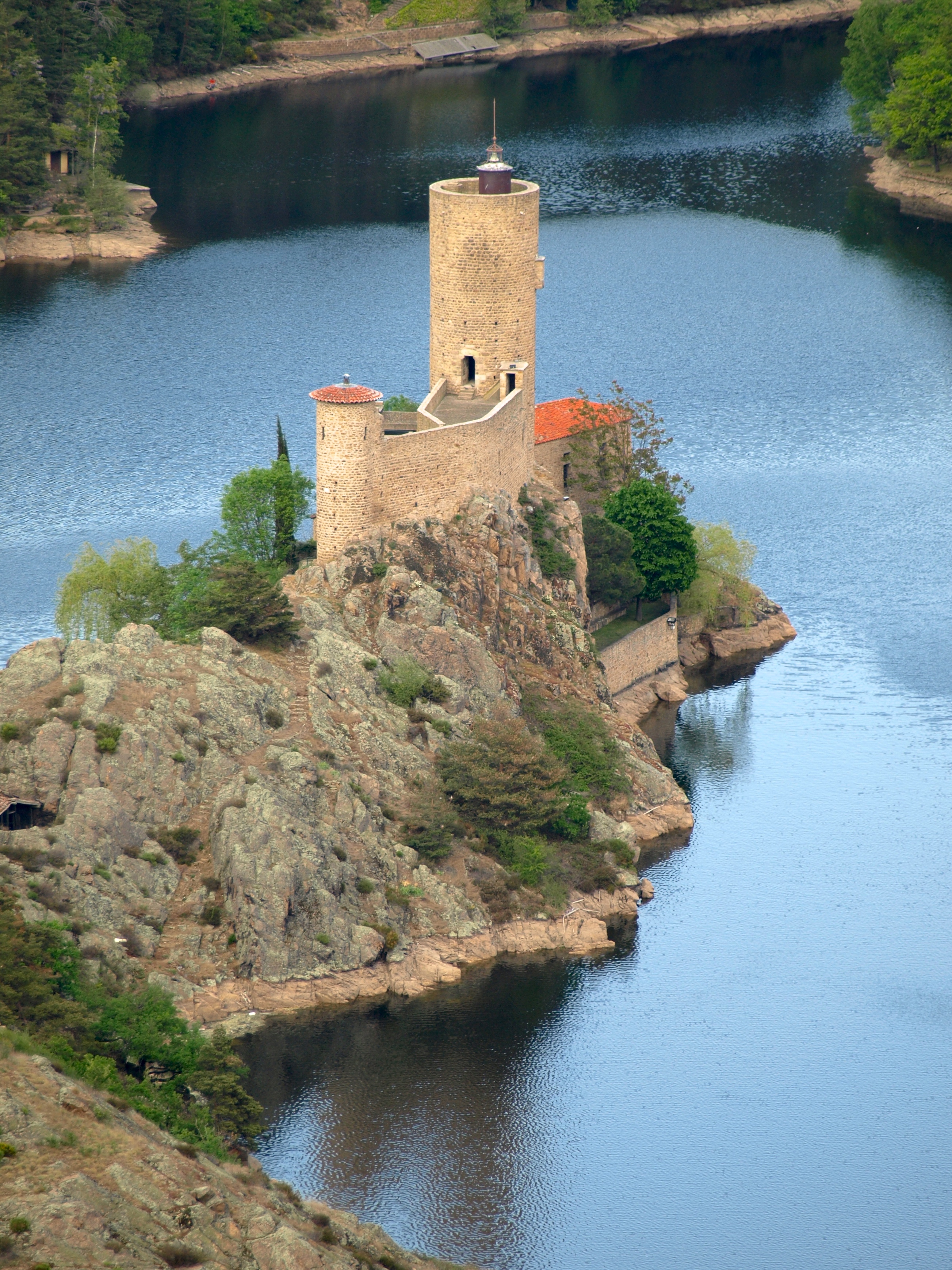
Château de Grangent.
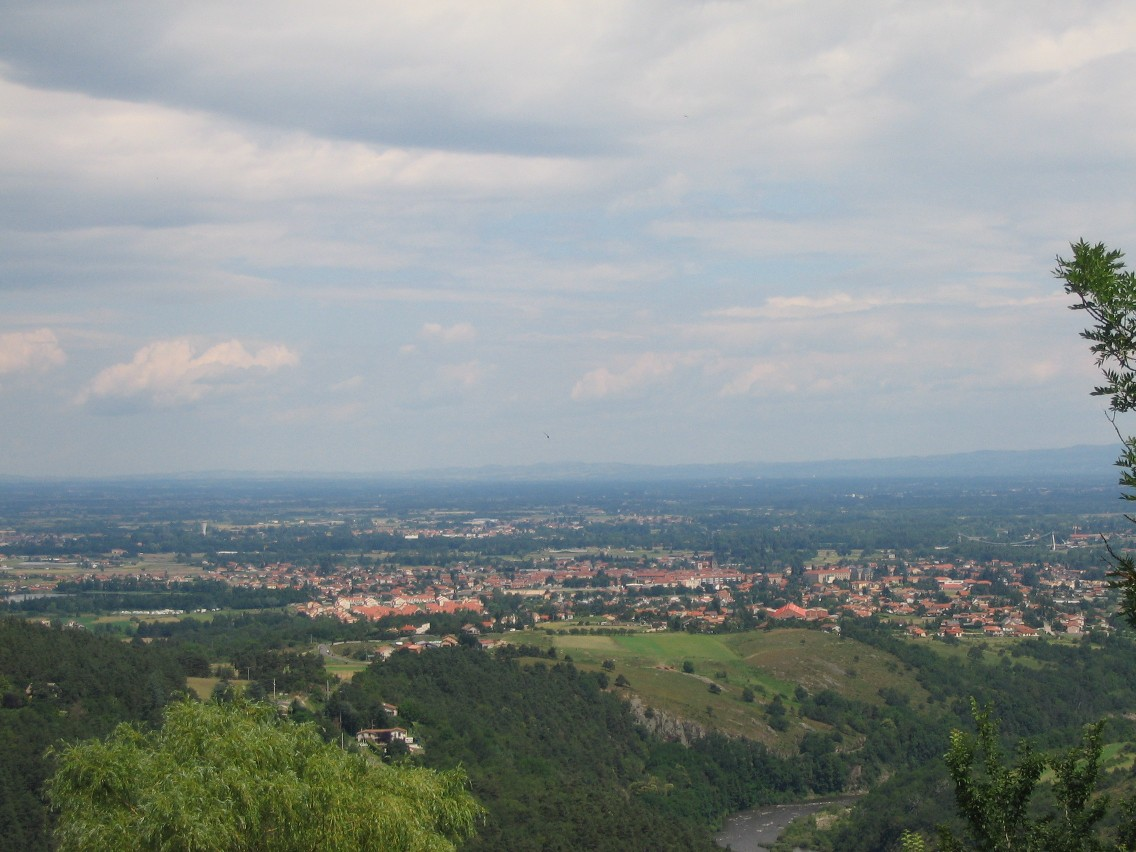
St-Just-St-Rambert vue des hauteurs
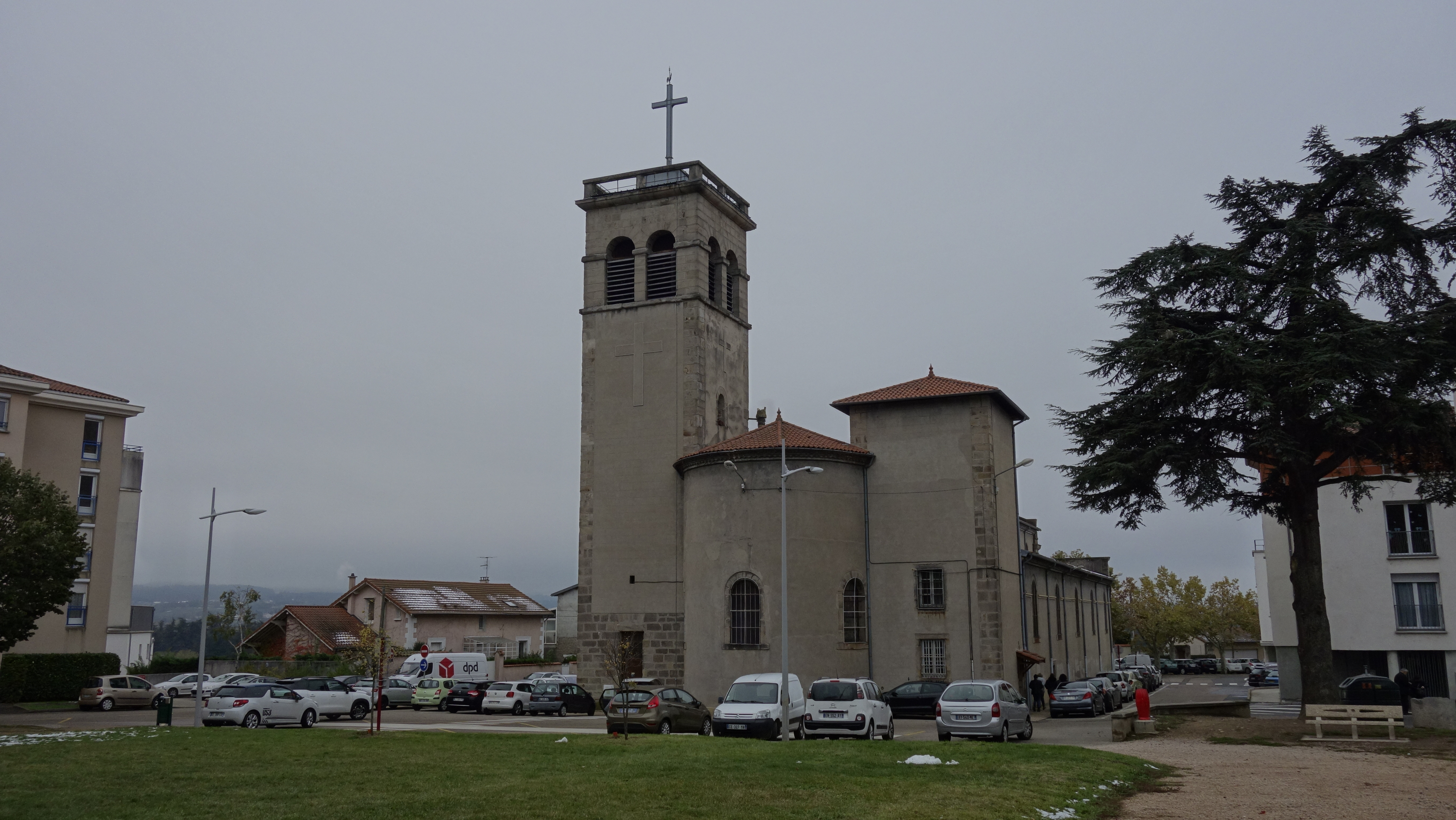
Église Saint-Just de Saint-Just-sur-Loire

### Personnalités liées à la commune
- Jean de Bourbon (1413-1485), religieux et noble français, évêque du Puy et abbé de Cluny, fils naturel de Jean Ier, duc de Bourbon. Nommé prieur de Saint Rambert en 1468, il y meurt le 2 décembre 1485.
- Louis Soulié (1871-1939), homme politique, avocat, journaliste et patron de presse, mort à Saint-Just-sur-Loire.
- Jean Gapiand (1898-1971), industriel, sénateur de la Loire, maire de Saint-Just-sur-Loire, né et mort à Saint-Rambert-sur-Loire.
- Daniel Pouget (1937-2016), rambertois, ethnologue et conservateur des musées du Forez, dont le musée des civilisations de Saint-Just-Saint-Rambert de 1965 à 1996. Il fut l'un des initiateurs de l'association des Amis du vieux Saint-Rambert en 1962.
- Jacques Tasso (1944-2024), pilote amateur de rallye automobile français est mort dans la localité de Saint-Rambert-sur-Loire[28].

### Blasonnement
|  | Les armoiries de Saint-Just-Saint-Rambert se blasonnent ainsi : Deux écus accolés : (1) Parti : au 1er d’azur au poisson d’or posé en pal, au 2e de gueules à deux pots enflammés d’argent, l’un au-dessus de l’autre (Saint-Rambert-sur-Loire). (2) D’azur à deux ancres d’or passées en sautoir (Saint-Just-sur-Loire). Conservation des deux blasons après l'unification des communes. |

### Évènements
- Festival C'est tout chocolat en novembre depuis 2003[29]
- Mercredis en fête, en été
- Biennale du verre d'art, en octobre depuis 2012[30]